# Elmelunde Kirke
Elmelunde Kirke er en kirke i Elmelunde, ca. 8 km øst for Stege på Møn.

## Historie
Kirken er den ældste stenkirke på Møn. Den ligger højt og har tjent som sømærke igennem tiderne.
I middelalderen hørte kirken og Elmelundegård, også kaldet Elmelunde Slot, til Roskilde Stift.
Ved auktionen over det mønske krongods i 1774, blev godset Nordfelt oprettet og overtog kirken. Nordfelts første ejer var landsdommer Jørgen Wichfeld. Efter forskellige ejere blev godset i 1820 solgt til amtmand C.C.S. Danneskiold-Samsøe, hvorimod Elmelunde Kirke overgik til Klintholm Gods. Kirken var under Klintholm Gods indtil 1916, hvor Nordfelt under Viggo Danneskiold-Samsøe igen overtog den. I 1968 overgik Elmelunde kirke til selveje.

## Kirkebygningen
Den romanske kirkebygning blev påbegyndt omkring år 1085 og bestod af et kor, som var lavere og smallere end det nuværende, samt et kirkeskib. I de 6,5 m høje mure var der små højtsiddende vinduer. Bygningen var opført af forskellige materialer, bl.a. granit, kridt, flint og lidt myremalm. Et sildebensmønster, der kan ses på kirkens nordside, tyder på en tidlig opførelse. Af denne oprindelige romanske bygning er kun en triumfmur og to langmure tilbage.
I senromansk tid omkring år 1200 blev kirken forlænget mod vest med mure af munkesten. Oprindelige kvinde- og herreindgange mod henholdsvis nord og syd blev muret til, og nye indgange blev indrettet i forlængelsen. De kan stadig ses, og indgangen mod sydvest er den nuværende hovedindgang, hvorover der er et tilmuret romansk vindue.
Omkring år 1300 blev byggeriet af tårnet, der har en tøndehvælvet vindeltrappe til klokkestokværket, påbegyndt, men det blev først færdigbygget omkring år 1500. Da blev det oprindelige kor nedrevet og erstattet af et nyt langhuskor. Samtidig med koret er våbenhuset opført. Alterbordet blev også opbygget af munkesten og er i dag hvidkalket. I bordets overside findes et relikviegemme med dækplade af kalksten, samt to munkesten med indridsede, ligearmede kors (indvielseskors).
På et tidspunkt blev blytage afløst af tegltage. Skibets hvælvinger blev indbygget omkring år 1462 og afløste et oprindeligt bjælkeloft. Omkring år 1700 blev et sakristiet bygget; det blev senere delt i kapel og præsteværelse. Tårnets vindfløje bærer årstallet 1826.

## Kalkmalerier
Allerede i romansk tid havde kirken kalkmalerier, hvoraf der er fundet spor på skibets vægge og triumfmuren. Omkring år 1465 var de nyligt indbyggede hvælvinger dekoreret med en geometrisk udsmykning langs skjold- og gjordbuer.
I slutningen af det 15. århundrede blev denne udsmykning imidlertid kalket over, og en ukendt kunstner, i eftertiden kaldet Elmelundemesteren, dekorerede vægge og hvælv. Han har også udført billeder i Keldby, Fanefjord, Tingsted, Nørre Alslev og Aastrup kirker, samt desuden muligvis Kettinge Kirke.

## Series pastorum
Kirkens series pastorum strækker sig tilbage til ca. 1370.
| - ca. 1370 Hr. Niel - 1391 Mathias Laurentii - Rasmus Jensen Stege - Jesper Christensen - Eskil Jensen Stege - 1582 Mogens Lagesen Gynge - 1690-1721 Jacob Jacobsen Baden - 1721-1737 Nicolai Jæger | - 1738-1750 Johan Philip Plesner - 1750-1766 Peder Hagen - 1766-1770 Eduard Steuner - 1770-1785 Otto Christian Wechmann - 1785-1819 Christopher Holm - 1819-1861 Peder Nicolai Holst - 1862-1865 Anton Frederik Leunbach - 1865-1899 Jens Mathias Lind Hjort | - 1899-1919 Ludvig Michael Valeur - 1920-1936 Frode Christian Kisum - 1936-1943 Lauritz Nicolai Vilhelm Balslev - 1943-1953 Paul Vilhelm Sandel - 1953-1988 Bent Gravesen - 1988-1996 Henrik Kristensen - 1996-???? Kirsten Weile - ???? Pia Hjort Nielsen |

## Kirkegården
På kirkegården øst for kirken ligger der en ca. 20 x 3 meter gravhøj. Højen har aldrig været undersøgt, hvorfor en præcis datering ikke kendes.
På kirkegården ligger C.C.S Danneskiold-Samsøe begravet. Desuden præsten Jens Mathias Lind Hjort, der tillige fra 1880 til 1898 var provst for Bårse og Mønbo herreder.

## Galleri
Et udvalg af kalkmalerierne i Elmelunde Kirke malet af Elmelundemesteren.